# Torre de la Cala d'Oliva
La Torre de la Cala d'Oliva és una torre de guaita situada a la localitat homònima, a l'illa d'Asinara, que pertany al municipi de Port de Torres (Sardenya, Itàlia).
De forma cilíndrica, va ser construïda l'any 1611 per projecte del capità ordinari de les Obres del Regne de Sardenya, Andrea Pérez. La seva posició li permetia controlar una platja freqüentada pels berbers per al manteniment de les seves embarcacions. La torre es comunicava visualment amb la torre de Port de Torres. El 1637 un contingent francès va atacar la torre, danyant-la greument. Immediatament després, però, es va reparar, introduint també algunes innovacions per fer-la més adequada a la seva funció. Durant tot el segle xviii i la primera meitat del segle xix es van fer restauracions: el darrer manteniment documentat data de l'any 1840.
Cap a la primera meitat del segle xviii la torre de la Cala d'Oliva va estar al centre d'un fet molt greu: l'alcaid amb alguns dels seus còmplices van robar a bord d'un vaixell francès i després d'haver matat gairebé tota la tripulació (un tal Mayolo es va salvar de la massacre escapant-ne nedant) es va apoderar del vaixell i després va fugir a Còrsega. El fet mateix fa pensar, potser, en l'existència d'una mena de complicitat entre les torres i els contrabandistes. Aquesta complicitat va fer que, l'octubre de 1755, el virrei proposés un servei d'almenys 4 xabecs de guardacostes que garantís no només la defensa de les costes sinó que també controlés l'activitat de les torres.